# 湯加文
湯加文（英語：Carmen Tong Ka Man，1990年5月10日—），香港女演員及模特兒，前寰亞傳媒集團旗下藝人。

## 簡歷
湯加文曾就讀聖公會主風小學、聖公會曾肇添中學及東華三院馮黃鳳亭中學。她從小喜歡看電影，在修畢香港浸會大學國際學院視覺藝術副學士課程後，便升讀香港城市大學創意媒體學院課程，求學時期曾兼職九種不同工作。2012年11月，她被酒店外判去西九龍文化區，擔任曹光彪孫女曹穎惠的室外婚宴侍應期間，跟一位叔叔搭訕和獲介紹給林建岳認識，大約數個月就收到林珊珊的電話要求見面，惟最終因「年紀已經太大，很難培育」，而未能成功出道。2013年9月，她參加由《FACE》主辦的第四屆《FACE USTAR大專校花校草大選》，且勝出比賽；2014年初受鄭丹瑞邀請參演電影《分手100次》，拍攝完畢再經他向林珊珊推薦後，獲簽約為寰亞傳媒集團旗下藝人，遂正式加入娛樂圈，並立志成為演員和導演，希望將來能演而優則導。
湯加文之後以當女演員、拍攝平面及電視廣告為主要工作，亦曾跟朋友合租離島與坪洲村屋嘗試獨立生活。直至2017年，她選擇離開寰亞傳媒集團，以自由身藝人身份往內地發展，2019年在中港合拍電影《過春天》裡，飾演香港富家女「陳頌兒（Jo）」一角而受到注目。

## 演出作品

### 電視劇
| 首播   | 劇名           | 角色          |
| 2016年 | 無間道         | 明 仔         |
| 2017年 | 賭城群英會     | 葉芷清        |
| 2017年 | 賤民20         | Emma          |
| 2021年 | 他在逆光中告白 | 瓦 莎         |
| 2022年 | 獅子山下的故事 | 胡蝦妹(Hello) |
| 2025年 | X局密檔        | 白可青        |
| 2025年 | 守誠者         | 梁婉婷        |
| 待播   | 奇蹟           | 阿 菲         |

### 綜藝節目
| 首播      | 節目名           | 備註             |
| now觀星台 |                  |                  |
| 2013年    | 雙梁計           | 11月20日嘉賓     |
| 無綫電視  |                  |                  |
| 2015年    | Think Big 大明星 | 第12集星級評判   |
| 2015年    | 超強選擇1分鐘    | 超強助選團       |
| ViuTV     |                  |                  |
| 2017年    | 網絡瘋人         | 第13集嘉賓       |
| 2018年    | 晚吹 - Close噏   | 第15集嘉賓       |
| 奇妙電視  |                  |                  |
| 2018年    | 使乜驚 大兩Gen   | 演出             |
| 其他      |                  |                  |
| 2017年    | 雲吞叫埋雞       | 第二季 第6集嘉賓 |

### 電影
| 首映   | 電影名             | 角色            |
| 2014年 | 分手100次          | 4大BOY女神      |
| 2014年 | 藍天白雲           | Debbie          |
| 2014年 | 香港仔             | 導賞團遊客      |
| 2015年 | 大浪淘沙           | Emily           |
| 2015年 | 陀地驅魔人         | 7-11靚女阿花    |
| 2016年 | 暗色天堂           | 同 事           |
| 2016年 | 導火新聞線         | C99電視節目主播 |
| 2017年 | 29+1               | 少女同事        |
| 2017年 | 私人會所           | 張菲菲          |
| 2018年 | 吉屋               | Shermaine       |
| 2019年 | 恭喜八婆           | Mia             |
| 2019年 | 過春天             | 陳頌兒（Jo）    |
| 2019年 | 新河東獅吼         | 銀 瓜           |
| 2021年 | 有一點動心         | 方露            |
| 2022年 | 一直一直都很喜歡你 | Nikki           |
| 2023年 | 孤注一掷           | 黎霜            |
| 未上映 | 燃燒的愛           | 李君江          |
| 未上映 | 玩火               |                 |

### 微電影
| 首映   | 電影名        | 角色  | 備註                                          |
| 2014年 | 屍暴          | 晴    | M21 防暴於微 · 保護女性向暴力說不             |
| 2016年 | 變臉情男      | 阿 玲 | 第三屆微電影「創+作」支援計劃（音樂篇）       |
| 2016年 | 新疆 維吾爾族 | ——    | 導演 在慶祝國慶67周年文藝晚會上放映           |
| 2016年 | Repercussions | ——    | Final film project for IB Film Studies of HKU |

### 舞台劇
- 2015年9月19日：巧克力劇場《進化、退化》

### 廣播劇
- 2015年10月：叱咤903《發條象の翼》 —— 飾演 Macy

### 音樂錄像
| 年份   | 歌名                    | 歌手      |
| 2014年 | 好不容易遇見愛          | 楊千嬅    |
| 2015年 | 會無期 Featuring 梁詠琪 | C AllStar |
| 2017年 | 古董車                  | 羅力威    |
| 2020年 | 愛沒有理由              | 林德信    |

### 廣告
| 年份   | 產品                                                  |
| 2014年 | 易消達「消化酶片」                                    |
| 2014年 | 香港政府「有商有量 實現普選」                         |
| 2014年 | Pizza Hut「芝腸圈圈批」 （页面存档备份，存于）        |
| 2018年 | 大黑天鐘錶珠寶集團「想買你的笑容」                    |
| 2018年 | 大黑天鐘錶珠寶集團「腳下的秘密」                      |
| 2018年 | 大黑天鐘錶珠寶集團「有錶使得女瘋狂」                  |
| 2018年 | 易易壹財務「易易壹新世紀探『按』Season 2 - 準新人篇」 |

### 其他
- 2015年：NOW TV《雙梁計》「優拍優Seen」-《陰暗面》 —— 飾演 邱秀華
- 2016年：第35屆香港電影金像獎 表演嘉賓[11][12]

## 外部連結
- 湯加文的Facebook專頁
- 湯加文的Instagram帳戶
- 湯加文香港官方影迷會的Instagram帳戶
- 湯加文的新浪微博
- 湯加文 Carmen Soup - YouTube
- 湯加文在香港影庫上的簡介